# Павел Вежинов
Павел Вежинов (9 листопада 1914, Софія — 20 грудня 1983) — болгарський письменник, драматург, кіносценарист, есеїст. Автор романів, повістей, оповідань, кіносценаріїв у жанрах детективу, пригод, фантастики і прози для дітей та юнацтва.
Справжнє ім'я — Нікола Делчев Ґуґов.

## Біографія
Брав участь у лівацькому молодіжному русі. За участь в антиурядових виступах заарештований, виключений з класичної гімназії.
Працював на фабриці свого батька (1939—1944). Закінчив філософський факультет Софійського університету. На початку 30-х співпрацював з виданнями «Жупел», «РЛФ», «Щит», «Изкуство и критика» («Мистецтво і критика»), в 1938—1944 — викладав філософію в Софійському університеті.
З осені 1944 мобілізований до просталінських військових формувань, а відтак бере участь у Другій світовій війні як військовий кореспондент і головний редактор лівацької газети «Фронтовик». Враження про життя частини болгарської армії, яка пішла на співпрацю із сталінізмом, відбиває в повістях «Золотий» і «Друга рота». Остання повість стала досить популярною і мала кілька видань.
З 1947 по 1954 Вежинов працює заступником головного редактора в газетах «Стършел» («Шершень») і «Септември» («Вересень»), а з 1954 — у «Болгарській кінематографії» спершу як сценарист, а згодом -заступник гендиректор. З 1972 головний редактор журналу «Съвременник» («Сучасник») і член Спілки болгарських письменників.

## Творчість
Друкуватися почав 1932 р. Перша книжка — збірник оповідань про життя софійських околиць, долі «маленьких людей», злидні і спустошення «Вулиця без бруківки» (1938).
Павел Вежинов є автором творів «Вулиця без бруківки», «Дні й вечори», «М'які меблі», «Сині метелики», «Загибель Аякса», «Хлопчик зі скрипкою», а також романів для дітей та юнацтва «Сліди залишаються», «Пригода на тихій вулиці», «Кажани».
Найбільшу популярність в Україні мають його повісті «Бар'єр» (переклад українською вміщено в журналі «Всесвіт»), «Вночі білими кіньми», «Зірки над нами», «Озерний хлопчик», «Білий ящір», «Вимірювання».
Автор кіносценарію багатосерійної стрічки «На кожен кілометр», яка стала культовою для комуністичної пропаганди епохи Тодора Живкова.
За повістю «Бар'єр» у 1979 році зняв фільм болгарський режисер Христо Христов. У головній ролі виступив Інокентій Смоктуновський.
За романом "Вночі білими кіньми" 1984 р. Зако Хескія зняв однойменний 6-серійний серіал.

## Переклади українською мовою
- Вежинов, Павел. Зустрічі: Оповідання / З болг. пер. Олександр Кетков//1975. — Ж.Всесвіт. — Ч.5;
- Вежинов, Павел. Бар'єр: Повість / З болг. пер. Борис Ананченко//1977. — Ж.Всесвіт. — Ч.2;
- Вежинов, Павел. Терези: Роман / З болг. пер. Катерина Марущак-Зозуляк//1983. — Ж.Всесвіт. — Ч.3, 4;
- Вежинов, Павел. Що скажуть люди: Оповідання / З болг. пер. Вікторія Захаржевська//1985. — Ж.Всесвіт. — Ч.3;
- Вежинов, Павел. Коли ти в човні…: Повість / З болг. пер. Наталя Бондар//1988. — Ж.Всесвіт. — Ч.4.
- Вежинов, Павел. Вночі білими кіньми: роман / З болг. пер. Іван Білик. — К. : Дніпро, 1989.

## Вибрані твори

### Романи
- «Зірки над нами»
- «Вночі білими кіньми»
- «Терези»

### Повісті
- «Бар'єр» (сценарій до однойменного фільму)
- «Вимірювання»
- «Озерний хлопчик»
- «Білий ящер»

## Нагороди
- Орден Георгія Димитрова, 1974
- Орден Народної Республіки Болгарія II ступеня, 1964
- Димитровська премія, 1950, 1951, 1971 — з колективом, 1976